# Datungia argillosa
Datungia argillosa là một loài bướm đêm trong họ Noctuidae.